# Mikołaj Jerzykiewicz
Mikołaj Julian Jerzykiewicz – polski fizyk, dr hab., profesor zwyczajny Instytutu Astronomicznego Wydziału Fizyki i Astronomii Uniwersytetu Wrocławskiego.

## Życiorys
Obronił pracę doktorską, następnie uzyskał stopień doktora habilitowanego. 26 października 1990 nadano mu tytuł profesora w zakresie nauk fizycznych. Objął funkcję profesora zwyczajnego w Instytucie Astronomicznym na Wydziale Fizyki i Astronomii Uniwersytetu Wrocławskiego.
Piastuje funkcję członka Komisji Astrofizyki na III Wydziale Nauk Ścisłych i Technicznych Polskiej Akademii Umiejętności, oraz był członkiem V Sekcji Nauk Matematycznych, Fizycznych, Chemicznych i Nauk o Ziemi Centralnej Komisji do Spraw Stopni i Tytułów, a także członkiem prezydium Komitetu Astronomii na III Wydziale Nauk Matematycznych, Fizycznych i Chemicznych Polskiej Akademii Nauk.